# Chenglong
Chenglong — марка грузовых автомобилей в КНР.

## История
Компания Dongfeng Liuzhou Motor представила бренд Chenglong в 1991 году. До 1999 года компания выпускала только грузовые автомобили, а с 1999 года компания выпускала также легковые автомобили. С 1997 года компания входила в состав Dongfeng Motor Corporation, а с 2003 года — в состав Dongfeng Motor Company. В 2007 году бренд был упразднён, но на внутреннем рынке автомобили продолжают продаваться под брендом Chenglong Motor.

## В России
С июля 2023 года в Россию поступает седельный тягач Chenglong H7 (4x2). Первая партия была завезена в Россию летом 2023 года. Официальным дистрибьютером стали компании «Техника-ст», «Автотрак» и другие.
Chenglong H7 оснащается дизельным двигателем Yuchai (Евро-5) мощностью 480 л. с. при 1900 об/мин и крутящим моментом 250 Н·м при 1000—1500 об/мин. При полной массе 32 тонны расход топлива составляет 26,7 л на 100 км.
Сборка организована на бывшем заводе компании Volvo Trucks.
В июне 2024 года был представлен среднетоннажный грузовой автомобиль Chenglong L2. В дальнейшем планируются производство автомобилей Chenglong H5V (КПГ) и Chenlong НК и продажи 4700 силовых агрегатов.